# Gazpachuelo
El gazpachuelo és una sopa calenta originària de Màlaga i típica de pescadors, consistent en un brou de peix i maionesa a partir de rovell d'ou i oli d'oliva. És acompanyada amb la clara de l'ou dur i patates cuites en petites porcions i es menja amb pa torrat.
Tot i que es pren calenta, el seu nom prové del fet que conté els quatre elements bàsics del gaspatxo: pa, oli i aigua. També s'anomena "gazpachuelo" a una sopa elaborada amb patates, ou i oli.

## Característiques
És una sopa calenta amb ous que s'amaneix amb vinagre o llimona. S'ha de bullir les patates solament amb aigua i sal, mentre que s'elabora una maionesa amb el rovell de l'ou i l'oli (cal tenir-hi compte perquè la maionesa podria tallar-se). La clara de l'ou és afegida a les patates perquè qualli. Quan les patates hagin bullit, s'hi afegeix aigua a la maionesa per a dissoldre-la al brou (també cal fer-se amb compte). Quan estigui dissolta la maionesa al brou, s'ha de barrejar tot ben bé a l'olla i afegir-hi un doll de suc de llimona. Aquest àpat es menja amb cullera i pa mullat al brou. Una altra possible variant és bullir les patates amb cloïsses, gambes pelades o cabeçudes.